# Eurytion quadridentatus
Eurytion quadridentatus är en mångfotingart som beskrevs av Lawrence 1955. Eurytion quadridentatus ingår i släktet Eurytion och familjen storjordkrypare. Inga underarter finns listade i Catalogue of Life.